# (1379) Lomonosowa
(1379) Lomonosowa es un asteroide perteneciente al cinturón de asteroides descubierto el 19 de marzo de 1936 por Grigori Nikoláievich Neúimin desde el observatorio de Simeiz en Crimea.
Está nombrado en honor de Mijaíl Vasílievich Lomonósov (1711-1765), físico y geógrafo ruso.